# 裴旻
裴 旻（はい びん）は中国の剣術家、唐代文宗朝に仕えた剣士。武官として龍華軍使に至り、北平の守備に当たった。剣舞の技が非常に高名で、文宗の時、詔して李白の歌詩、裴旻の剣舞、張旭の草書を以て三絶と為す。
当時幽州都督(今の北京市あたりを所管した総督)・孫佺が北の方、後の満州方面に奚族を討伐したとき、奚の囲むところと為る。軍を分断され、本陣が奚族に包囲される絶体絶命の状況に陥ってしまった。奚族と四方から矢を射かけたが、裴旻は剣舞しつつ、雨と降る矢をその刀で次々と叩き落としたのだった。これには奚族も大いに驚き、撤退してしまった。ために唐軍は殲滅の憂き目を免れたのであった。
開元13年（725年）、玄宗の泰山封禅に同道し、そこで、張旭と呉道子会った。裴旻は呉道子の画芸を敬慕していたことから、ついに彼に請うて天宮寺に鬼神を描き、死者が亡霊とならないよう多くの銭や帛を送ってたのんだ。呉道子はその銭帛を返して次のようにいった。ここにおいて、裴旻は喪服を脱ぎ捨て剣をもって舞い始めた。その姿は、走馬が飛ぶ如く、左に旋回し右に転じ、きらめく剣は雲に入り、高さ数十丈、電光の如く下を射った。裴旻は手を引いて鞘を取ってこれを受け、剣は室内と人々を透過して、見る者は数千人、驚愕しない者はなかった。呉道子はここにおいて筆をもって壁に向かって描いたが、颯然として風は起こり、天下の壮観であった。呉道子の生み出した絵は、ここにおいて意を得たのである。